# McBrain Damage
McBrain Damage är ett engelskt heavy metal-band skapat 2004 av Nicko McBrain som ett sidoprojekt till Iron Maiden. Basisten, Dave Spitz, har även spelat i Black Sabbath.

## Medlemmar
- Nicko McBrain – trummor
- Dave Spitz – basgitarr
- Chris Proano – gitarr
- Jonathon Murphy – sång
- Rick Baum – gitarr